# 陳宇詰
陳宇詰（1984年9月15日—），台灣編劇、導演。生於台灣台中，畢業於台北藝術大學電影創作研究所。初次執導的電視電影《再見女兒》，獲得第19屆上海國際電影節亞洲新人獎最佳導演，並獲得第51屆台灣金鐘獎最佳迷你劇集/電視電影七項入圍，最後獲得最佳男主角以及女配角獎。

## 影視作品

### 編劇作品
- 2011年 《我的拼湊家庭》

第十三屆北京大學生電影節最佳劇情長片獎、第十三屆臺北電影節劇情長片獎入圍、第三十四屆金穗獎優秀劇情片獎。
- 2012年 《飛啊!卡夫卡》

第五屆中韓電影節最佳劇情片銀獎。
- 2014年 《劣童俱樂部》

中华民国文化部短片輔導金。
- 2016年 《再見女兒》

臺灣公共電視電視電影。初次自編自導。第七屆拍台北劇本獎、第51屆台灣金鐘獎最佳迷你劇集/電視電影編劇獎入圍。
- 2016年 《藥笑24小時》

臺灣公共電視電視電影。第51屆台灣金鐘獎最佳迷你劇集/電視電影三項入圍。新加坡亞洲電視大獎最佳女主角高度推薦獎、最佳原創劇本提名。

### 導演作品
- 2016年 《再見女兒》

上海國際電影節亞洲新人獎最佳導演、北美青年電影節年度影片獎、北京大學生電影節最佳劇情長片獎、釜山國際影展亞洲電影之窗、華盛頓華語電影節最佳劇情片獎、台灣電視金鐘獎最佳迷你劇集/電視電影獎七項入圍。

### 廣告作品
- 2014年 《臺北市立美術館》宣傳廣告影片 《建築之境：路易康》

## 外部連結
- 陳宇詰在互联网电影资料库（IMDb）上的資料（英文）（英文）
- 陳宇詰在豆瓣上的资料（简体中文）
- 陳宇詰在时光网上的簡介（简体中文）